# Peraglyphis
Peraglyphis is een geslacht van vlinders van de familie bladrollers (Tortricidae), uit de onderfamilie Tortricinae.

## Soorten
- P. aderces Common, 1963
- P. anaptis (Meyrick, 1910)
- P. aphanta Common, 1963
- P. atherista Common, 1963
- P. atimana (Meyrick, 1881)
- P. confusana (Walker, 1863)
- P. crustata (Meyrick, 1912)
- P. chalepa Common, 1963
- P. dyscheres Common, 1963
- P. epixantha Common, 1963
- P. eucrines Common, 1963
- P. hemerana (Meyrick, 1882)
- P. idiogenes Common, 1963
- P. lividana (Meyrick, 1881)
- P. scepasta Common, 1963